# Lago Roxen
O lago Roxen ( pronúncia) é um lago da Suécia, localizado na província histórica da Östergötland. Tem uma área de 97 km2. Está situado a norte da cidade de Linköping, recebendo as águas do rio Motala, e dando saída a essas águas através do mesmo Motala e do troço final do Canal de Gota.